# Chicumtantic
Chicumtantic är en ort i Mexiko.   Den ligger i kommunen Chamula och delstaten Chiapas, i den sydöstra delen av landet, 700 km öster om huvudstaden Mexico City. Chicumtantic ligger 2 271 meter över havet och antalet invånare är 1 599.
Terrängen runt Chicumtantic är huvudsakligen kuperad, men norrut är den bergig. Runt Chicumtantic är det ganska tätbefolkat, med 134 invånare per kvadratkilometer. Närmaste större samhälle är San Cristóbal de las Casas, 15,3 km söder om Chicumtantic. Omgivningarna runt Chicumtantic är en mosaik av jordbruksmark och naturlig växtlighet.